# 蒙特塞尼
蒙特塞尼，是西班牙加泰罗尼亚巴塞罗那省的一个市镇。总面积27平方公里，总人口286人（2001年），人口密度11人/平方公里。